# Croton boliviensis
Espèce
Croton boliviensis est une espèce de plantes à fleurs du genre Croton et de la famille des Euphorbiaceae, présente en Bolivie.
Il a pour synonyme :
- Oxydectes boliviensis, (Müll.Arg.) Kuntze